# И Цзин (монах)
И Цзин (Yìjìng, Yiqing, I-Tsing или YiChing; кит. 義淨, 三藏法師義淨, 635—713) — китайский буддийский монах, живший в период династии Тан. При рождении получил имя Чжан Вэймин (кит. 張文明). Ицзин совершил 25-летнее путешествие в государство Шривиджая и в университет Наланда в Индии, где проходил обучение. Ицзин собрал и перевёл на китайский язык множество сочинений и оставил подробные описания своего путешествия, которые в настоящее время являются бесценными источниками по культуре и истории стран, которые он посетил.

## Путешествие Ицзина

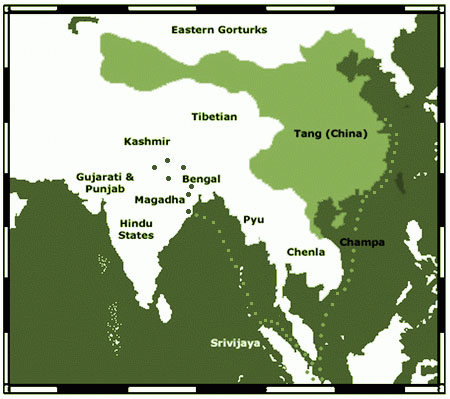
Путешествие Ицзина

Чжан Вэймин принял монашество в возрасте 14 лет, он стал учеником Сюаньцзана. Господин Фон (о котором почти не сохранилось сведений) выделил ему средства, которые он решил использовать для путешествия в Индию, в монастырь Наланда в современном штате Бихар для глубокого изучения буддизма.
В 671 году он отправился из Гуанчжоу на персидском торговом корабле, через 22 дня он прибыл в Палембанг (Шривиджая), где провёл шесть месяцев, изучая санскрит и малайский язык. Далее он отправился в королевство Мелаю и в Кедах. В 673 году за десять дней пути он прибыл в 'царство голых' (юго-запад царства Шу).
Ицзин писал, что народ Куньлунь обладает вьющимися волосами, тёмной кожей, они ходят босыми и носят саронги.
Потом он прибыл на восточное побережье Индии, где он встретил старого монаха, у которого он целый год учился санскриту. Потом он примкнул к торговцам и посетил 30 городов и княжеств. На полпути до монастыря-университета Наланда он сильно заболел, и не смог продолжать путь со своей группой. Его ограбили разбойники, у него не осталось даже одежды. Опасаясь жестоких местных обычаев приносить в жертву светлокожих, он вымазал тело грязью, покрыл листьями и медленно добрался до монастыря Наланда.
В Наланде Ицзин проучился 11 лет, после чего вернулся обратно в Шривиджая. Он очень высоко ценил буддийскую общину Шривиджаи и рекомендовал китайским монахам, прежде чем идти в Наланду, проходить обучение тут.

### Возвращение

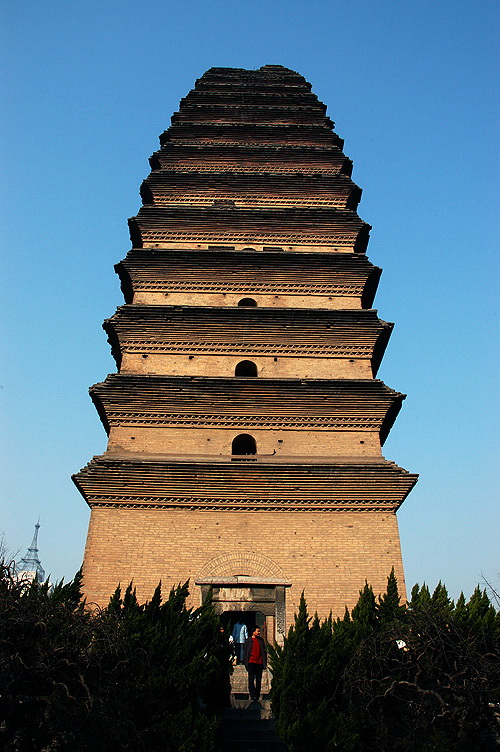
Малая пагода диких гусей

В 687 году Ицзин надолго остановился в Палембанге, где собралось много буддийских учёных. Два года он занимался переводом буддийских сочинений на китайский язык. В 689 году он вернулся в Гуанчжоу для того, чтобы закупить бумагу и чернила (которых в то время не было в Шривиджае), и вернулся обратно для продолжения работы. В 695 году он завершил работу и вернулся в Китай, прибыв в Лоян, где был тепло встречен императрицей У Цзэтянь. Всё путешествие заняло 25 лет, он привёз 400 буддийских сочинений. Сохранились его путевые заметки, рассказывающие про путешествие и трудности пути, культуру и быт Индии и Шривиджаи, этнографические зарисовки.
Он перевёл более 60 сутр, в первую очередь:
- Saravanabhava Vinaya (一切有部毗奈耶)
- Авадана, истории великих подвигов (譬喻經) 710.
- Suvarnaprabhascottamaraja-sutra, сутра прославленного царя (金光明最勝王經) 703.

Он стал обитать в Монастыре Счастья города Чанъань (Сиань), где специально для хранения буддийских сочинений по его просьбе была построена Малая пагода диких гусей.